# NGC 2428
NGC 2428 — рассеянное скопление в созвездии Кормы. Открыто Уильямом Гершелем в 1785 году.
Удалено приблизительно на 7000 световых лет, его диаметр составляет 10—20 световых лет. Металличность звёзд в скоплении составляет 70% от солнечной. По всей видимости, звёздное население скопления состоит из двух популяций.
Этот объект входит в число перечисленных в оригинальной редакции «Нового общего каталога».